# فریب‌خورده عشق
فریب‌خورده عشق (به هندی: Beiimaan Love) فیلمی محصول سال ۲۰۱۶ و به کارگردانی راجیو چانداری است. در این فیلم بازیگرانی همچون سانی لئونه، راجنیش دوگال، دانیل وبر ایفای نقش کرده‌اند.